# Метамфетамин
Метамфетамин је синтетичка дрога која брзо изазива зависност. Стимулативна својства су слична адреналину. Ефекти ове дроге су тежи него код кокаина и других дрога и некада укључују акутну депресију, психотичне епизоде и оштећења мозга. Продаје се илегално у разним облицима (пилуле, прашак, капсуле). Јефтинија је од других илегалних дрога и од легално доступних супстанци. Савременим хемијским процедурама ова дрога се лако синтетизује, што је чини изузетно друштвено опасним, узимајући у обзир и ризик по ментално здравље дуготрајних корисника.
| Метаболички путеви метамфетамина 4-Хидроксиметамфетамин 4-Хидроксифенилацетон Фенилацетон Бензојева киселина Хипуринска киселина Амфетамин Норефедрин 4-Хидроксиамфетамин 4-Хидроксинорефедрин |